# Dösjebro
Dösjebro is een plaats in de gemeente Kävlinge in het Zweedse landschap Skåne en de provincie Skåne län. De plaats heeft 752 inwoners (2005) en een oppervlakte van 57 hectare.

## Verkeer en vervoer
Bij de plaats loopt de Länsväg 104.
De plaats heeft een station aan de spoorlijn Göteborg - Malmö.